# Lipinia subvittata
Lipinia subvittata är en ödleart som beskrevs av  Günther 1873. Lipinia subvittata ingår i släktet Lipinia och familjen skinkar. Inga underarter finns listade i Catalogue of Life.